# Lijst van rivieren in North Dakota
Dit is een lijst van rivieren in North Dakota.

## Alfabetisch
- Bois de Sioux River
- Cannonball River
- Cedar Creek
- Cut Bank Creek
- Deep River
- Des Lacs River
- Elm River, zijrivier van James River
- Elm River, zijrivier van Red River of the North
- Forest River
- Goose River
- Grand River (North en South Dakota)
- Green River
- Heart River
- James River
- Knife River
- Little Goose River
- Little Heart River
- Little Knife River, zijrivier van Knife River
- Little Knife River, zijrivier van Missouri River
- Little Missouri River
- Little Muddy Creek
- Maple River, zijrivier van Elm River in South Dakota
- Maple River, zijrivier van Sheyenne River
- Missouri River
- North Fork Grand River
- Park River
- Pembina River
- Red River of the North
- Rush River
- Sheyenne River
- Souris River
- Spring Creek
- Tobacco Garden Creek
- Tongue River
- Turtle River
- White Earth River
- Wild Rice River
- Wintering River
- Yellowstone River

## Op zijrivier

### Missouri River
- Yellowstone River
- Little Muddy Creek
- Tobacco Garden Creek
- White Earth River
- Little Knife River
- Little Missouri River
- Knife River
  - Little Knife River
  - Spring Creek
- Heart River
  - Green River
- Little Heart River
- Cannonball River
  - Cedar Creek
- North Fork Grand River
- James River
  - Elm River
    - Maple River

### Red River of the North
- Bois de Sioux River
- Wild Rice River
- Sheyenne River
  - Maple River
  - Rush River
- Elm River
- Goose River
  - Little Goose River
- Turtle River
- Forest River
- Park River
- Pembina River
  - Tongue River

### Souris River
- Des Lacs River
- Wintering River
- Deep River
  - Cut Bank Creek

Alabama · Alaska · Arizona · Arkansas ·  Californië · Colorado · Connecticut · Delaware · Florida · Georgia · Hawaï · Idaho ·  Illinois · Indiana · Iowa · Kansas · Kentucky · Louisiana · Maine · Maryland · Massachusetts · Michigan · Minnesota · Mississippi · Missouri · Montana · Nebraska · Nevada · New Hampshire · New Jersey · New Mexico · New York ·  North Carolina · North Dakota · Ohio · Oklahoma · Oregon · Pennsylvania · Rhode Island · South Carolina · South Dakota · Tennessee · Texas · Utah · Vermont · Virginia · Washington (staat) · Washington D.C. · West Virginia · Wisconsin · Wyoming